# 83-as villamos (Budapest)
A budapesti 83-as jelzésű villamos a Moszkva tér és Hűvösvölgy között közlekedett. A járatot a Fővárosi Villamosvasút üzemeltette.

## Története
1915-ben indult Hűvösvölgy és a Várfok utcai (más néven Retek utcai) hurok között a 39-es és 41-es villamos helyett. 1921. augusztus 11-étől éjszakai is közlekedett. 1924. január 13-ától speciális pótkocsikkal közlekedett vasárnap és ünnepnapokon, melyekből a padok ki voltak szerelve, így síléc tárolására alkalmasak voltak. Ezeket a villamosokat Téli sport felirat díszítette. Ezek a kocsik 1925-ben már nem közlekedtek. 1941. június 16-ától déli végállomása a Széll Kálmán tér lett, a korábbi Retek utcai végállomást elbontották. 1944 októberében még közlekedett, majd ezután megszűnt.
1945. május 17-én indult újra korábbi útvonalán, majd 1955. május 16-án jelzését 56-osra módosították.